# 신비한 개구리 나라 앰피비아
《신비한 개구리 나라 앰피비아》는 2019년 6월 17일부터 방영한 디즈니의 텔레비전 애니메이션이다. 《괴짜가족 괴담일기》와 《빌리의 지하탐구》,《빅 시티 그린》의 제작 겸 감독인 맷 브랠리(Matt Braly)가 제작했다. 대한민국에 2019년 9월 18일에 첫 방송 되었지만 시즌3까지는 심의 후 디즈니+에 공개 하였다.

## 줄거리
자기 중심적인 13살의 태국계 미국인 앤 분초이는 생일에 친구들과 함께 개구리 문양이 새겨진 음악 상자를 훔친다. 상자를 여는 순간, 신비로운 빛이 그들을 감싸면서 양서류들로 가득한 앰피비아라는 세계에 떨어지게 된다. 그곳에서 앤은 모험을 좋아하는 10살의 개구리 소년 스프리그를 만나게 된다. 앤은 스프리그가 사는 마을, 워트우드(Wartwood)에 살면서 새로운 모험을 떠나고, 앰피비아의 비밀을 풀어나간다.
시즌 2에서 Anne과 Plantars는 Calamity Box의 비밀을 배우고 Anne을 집으로 데려갈 방법을 찾기 위해 양서류의 수도인 Newtopia로 자동차 여행을 떠납니다. 그곳에서 Anne은 Amphibia의 통치자인 Andrias 왕(Keith David)이 비밀리에 그들에 대한 자신의 계획을 가지고 있다는 사실을 모른 채 일련의 고대 시험을 통해 상자의 힘을 회복하는 것을 돕겠다고 제안한 Marcy와 재회합니다. 한편, 사샤와 그라임은 뉴토피아를 침공하여 군주를 전복시키려는 음모를 꾸미고 두꺼비가 양서류 전체를 지배하게 합니다.
시즌 3에서 Anne과 Plantars는 이스트 로스앤젤레스 교외에 있는 Anne의 집으로 이송됩니다. 앤은 이제 개구리 가족이 인간 세계에 적응하고 신분을 비밀로 유지하도록 도와야 하며, 양서류로 돌아가 안드리아스의 침공을 막을 방법을 찾아야 합니다. 그들이 아는 것은 거의 없지만 Andrias는 그를 막을 계획을 예상하고 나중에 알 수 없는 이유로 정지 캡슐 내부에서 정지된 애니메이션에 Marcy를 유지하면서 Anne을 암살하기 위해 Silver Frog-Bot(Troy Baker)을 보냅니다.

## 목소리 출연

### 원본판
- 앤 분초이 - 브렌다 송
- 스프리그 - 저스틴 펠빙거
- 홉팝 - 빌 파머
- 폴리 - 아만다 레이튼
- 사샤 - 애나 아카나
- 마시 - 헤일리 추
- 기타 배역 - 이든 리겔, 디 브래들리 베이커, 샘 리겔, 리엄 오브라이언, 에이프릴 윈첼, 크리스 설리번, 케빈 마이클 리처드슨, 키스 실버스틴, 맷 브랠리

### 한국어판
- 앤 분초이 - 조경이
- 스프리그 - 임윤선 → 김채하
- 홉팝 - 이민규
- 폴리 - 장미
- 사샤 - 장예나
- 마시 - 장미
- 기타 배역 - 남도형, 이현, 신경선

## 에피소드
에피소드 순서는 국내 디즈니코리아(디즈니채널) 편성표 기준 (* 시즌3 에피소드 순서는 미국 디즈니채널 편성표 기준 및 국내 디즈니코리아(디즈니+) 업로드 기준예정일)
| #   | 국내 부제 (국내 방영 부제) | 원어 부제                             | 국내 방영일 (국내 업로드일) | 원어 방영일 | 개요 |
| --- | -------------------------- | ------------------------------------- | --------------------------- | ----------- | --- |
| 1A  | 괴물이 나타났다!           | "Anne or Beast?"                      | 2019.09.18                  | 2019.06.17  | 의인화된 개구리가 서식하는 양서류의 땅에서 어린 Sprig Plantar는 외눈박이 월리가 모든 사람에게 야수에 대해 경고하는 마을로 달려오자 자신이 책임이 있음을 증명할 기회를 얻습니다. '야수'는 마법의 세계로 옮겨진 인간 소녀 Anne Boonchuy로 밝혀졌습니다. Anne이 거대한 사마귀로부터 그를 구한 후 Sprig는 그녀를 영웅으로 봅니다. 앤은 나중에 Toadstool 시장이 이끄는 성난 폭도들에게 붙잡히지만, 사마귀가 돌아오자 그녀와 Sprig는 함께 힘을 합쳐 사마귀를 물리칩니다. 사마귀를 무찌른 Toadstool은 Anne을 마을에서 쫓아낼 것을 제안합니다. Sprig는 폭도들에게 맞서 그녀의 복지를 책임집니다. 앤은 나중에 손에 든 오르골을 바라보며 "잠시 여기 있을 것 같다"고 말했다. |
| 1B  | 우리는 친구                | "Best Fronds"                         | 2019.09.18                  | 2019.06.17  | 향수병을 앓고 있는 앤을 돕기 위해 Sprig는 그녀를 호수에서 수영하게 합니다. 그러나 Hop Pop은 Anne을 안에 가두기 위해 문을 잠급니다. 그런 다음 Anne과 Sprig는 열쇠를 잡고 문을 엽니다. 호수에서 수영하는 동안 그들은 거대한 뱀과 대면했습니다. 뱀과 싸운 후 Anne은 마침내 Sprig를 좋은 친구로 봅니다. 한편, 수수께끼의 두꺼비는 양서류에도 갇힌 앤의 인간 친구 사샤를 심문합니다. |
| 2A  | 지팡이 대소동              | "Cane Crazy"                          | 2019.09.18                  | 2019.06.18  | 홉 팝을 놀리던 앤은 실수로 좋아하는 지팡이를 부러뜨립니다. 그녀는 Sprig 및 Polly와 함께 먼저 마을의 나무 세공인 Leopold Loggle을 방문하여 수리를 요청합니다. 할 수 없다고 말한 후 Loggle은 지팡이가 둠 트리에서 왔다고 말하고 지도를 보여줍니다. Anne, Sprig, Polly는 나무를 찾아 나뭇가지를 부러뜨리지만 거대한 지팡이임을 알게 됩니다. 그들은 흰개미로 지팡이를 두들겨 패지만 Loggle에게 가게의 손해를 배상하기 위해 새 지팡이를 주어야 합니다. 더 이상 머물 수 없다고 생각한 앤은 떠나기 위해 짐을 꾸린다. 하지만 홉 팝은 그녀에게 머물 수 있지만 그의 지팡이를 부러뜨린 요리 의무를 지고 있다고 말합니다.                                                     |
| 2B  | 물, 땀 그리고 눈물         | "Flood, Sweat and Tears"              | 2019.09.18                  | 2019.06.18  | 앤의 침실은 누수로 범람합니다. 그래서 Hop Pop이 누수를 수리하려고 하는 동안 Anne은 Sprig와 함께 그의 방에서 잠을 잤습니다. 그들은 곧 그들이 룸메이트로서 서로를 참을 수 없다는 것을 깨닫고 누수를 해결하려고 노력합니다. 그들은 곧 몇 마리의 거대한 칠성장어와 싸워야 합니다. 이들은 패배한 후 탈출하여 물이 고이게 합니다. Anne과 Sprig는 나중에 서로에게 정직한 것이 더 좋은 친구가 되었다는 것을 알게 됩니다. |
| 3A  | 개구리 마을 요리대회       | "Hop Luck"                            | 2019.09.25                  | 2019.06.19  | |
| 3B  | 도둑잡기                   | "Stakeout"                            | 2019.09.25                  | 2019.06.19  | |
| 4A  | 두 번째 도미노             | "The Domino Effect"                   | 2019.10.02                  | 2019.06.20  | |
| 4B  | 의심의 집                  | "Taking Charge"                       | 2019.10.02                  | 2019.06.20  | |
| 5A  | 최고의 운전사              | "Anne Theft Auto"                     | 2019.10.09                  | 2019.06.24  | |
| 5B  | 여드름 스타                | "Breakout Star"                       | 2019.10.09                  | 2019.06.24  | |
| 6A  | 스프리그 대 합팝           | "Sprig Vs. Hop Pop"                   | 2019.10.16                  | 2019.06.25  | |
| 6B  | 언니만 믿어!               | "Girl Time"                           | 2019.10.16                  | 2019.06.25  | |
| 7A  | 사랑의 계절                | "Dating Season"                       | 2019.10.23                  | 2019.06.26  | |
| 7B  | 앤, 자연에 맞서다!         | "Anne Vs. Wild"                       | 2019.10.23                  | 2019.06.26  | |
| 8A  | 앤의 꾀병                  | "Contagi-Anne"                        | 2019.10.30                  | 2019.06.27  | |
| 8B  | 가문의 비밀                | "Family Shrub"                        | 2019.10.30                  | 2019.06.27  | |
| 9A  | 요리 천재, 앤              | "Lily Pad Thai"                       | 2019.11.06                  | 2019.07.01  | |
| 9B  | 채소 사세요!               | "Plantar's Last Stand"                | 2019.11.06                  | 2019.07.01  | |
| 10A | 세금 도둑을 잡아라!        | "Toad Tax"                            | 2019.11.13                  | 2019.07.02  | |
| 10B | 두꺼비 탑의 비밀           | "Prison Break"                        | 2019.11.13                  | 2019.07.02  | |
| 11A | 벌레돼지의 날              | "Grubhog Day"                         | 2019.11.20                  | 2019.07.03  | |
| 11B | 합팝과 실비아              | "Hop Pop and Lock"                    | 2019.11.20                  | 2019.07.03  | |
| 12A | 영화의 밤                  | "Civil Wart"                          | 2019.11.27                  | 2019.07.04  | |
| 12B | 합팝을 시장으로!           | "Hop-Popular"                         | 2019.11.27                  | 2019.07.04  | |
| 13A | 조가비 도둑                | "Croak and Punishment"                | 2019.12.07                  | 2019.07.08  | |
| 13B | 뜻밖의 모험                | "Trip to the Archives"                | 2019.12.07                  | 2019.07.08  | |
| 14A | 눈 오늘 날                 | "Snow Day"                            | 2019.12.11                  | 2019.07.09  | |
| 14B | 크로커 부인과 친해지기     | "Cracking Mrs. Croaker"               | 2019.12.11                  | 2019.07.09  | |
| 15A | 여관에서 하룻밤            | "A Night at The Inn"                  | 2019.12.18                  | 2019.07.10  | |
| 15B | 월리와 앤                  | "Wally and Anne"                      | 2019.12.18                  | 2019.07.10  | |
| 16A | 가족 낚시 여행             | "Family Fishing Trip"                 | 2020.01.08                  | 2019.07.11  | |
| 16B | 도둑맞은 뮤직박스          | "Bizarre Bazaar"                      | 2020.01.08                  | 2019.07.11  | |
| 17A | 저주받는 스프랜!           | "Cursed!"                             | 2020.01.08                  | 2019.07.15  | |
| 17B | 스타 탄생                  | "Fiddle Me This"                      | 2020.01.08                  | 2019.07.15  | |
| 18A | 벌레공 게임                | "The Big Bugball Game"                | 2020.01.15                  | 2019.07.16  | |
| 18B | 특별한 수업                | "Combat Camp"                         | 2020.01.15                  | 2019.07.16  | |
| 19A | 버섯의 아이들              | "Children of the Spore"               | 2020.01.22                  | 2019.07.17  | |
| 19B | 올해의 개구리              | "Anne of the Year"                    | 2020.01.22                  | 2019.07.17  | |
| 20  | 재회                       | "Reunion"                             | 2020.01.29                  | 2019.07.18  | |
| 21A | 집을 지켜라                | "Handy Anne"                          | 2021.03.22                  | 2020.07.11  | |
| 21B | 힙팝의 여행 규칙           | "Fort in the Road"                    | 2021.03.22                  | 2020.07.11  | |
| 22A | 힙팝 플랜터 이야기         | "The Ballad of Hopediah Plantar"      | 2021.03.22                  | 2020.07.18  | |
| 22B | 샤낭꾼 앤                  | "Anne Hunter"                         | 2021.03.22                  | 2020.07.18  | |
| 23A | 폴리의 홀로서기            | "Truck Stop Polly"                    | 2021.03.29                  | 2020.07.25  | |
| 23B | 욕망이란 이름의 마차       | "A Caravan Named Desire"              | 2021.03.29                  | 2020.07.25  | |
| 24A | 의좋은 남매                | "Quarreler's Pass"                    | 2021.04.05                  | 2020.08.01  | |
| 24B | 두꺼비 사냥꾼              | "Toadcatcher"                         | 2021.04.05                  | 2020.08.01  | |
| 25A | 월리의 이중생활            | "Swamp and Sensibility"               | 2021.04.12                  | 2020.08.08  | |
| 25B | 수상한 박물관              | "Wax Museum"                          | 2021.04.12                  | 2020.08.08  | |
| 26  | 마침내 만난 마시           | "Marcy at the Gates"                  | 2021.04.19                  | 2020.08.15  | |
| 27A | 수수깨끼 임무              | "Scavenger Hunt"                      | 2021.04.26                  | 2020.08.22  | |
| 27B | 스프리그의 어떤 하루       | "The Plantars Check In"               | 2021.04.26                  | 2020.08.22  | |
| 28A | 뉴토피아에서 길을 잃다     | "Lost in Newtopia"                    | 2021.05.03                  | 2020.08.29  | |
| 28B | 대학에 간 스프리그         | "Sprig Gets Schooled"                 | 2021.05.03                  | 2020.08.29  | |
| 29A | 사라진 옛 친구             | "Little Frogtown"                     | 2021.05.10                  | 2020.09.12  | |
| 29B | 기념품 쇼핑                | "Hopping Mall"                        | 2021.05.10                  | 2020.09.12  | |
| 30A | 무시무시 파자마 파티       | "The Sleepover to End All Sleepovers" | 2021.05.17                  | 2020.09.19  | |
| 30B | 수족관에서의 하루          | "A Day at the Aquarium"               | 2021.05.17                  | 2020.09.19  | |
| 31  | 슬기로운 집콕 생활         | "The Shut-In!"                        | 2021.09.25                  | 2020.10.12  | |
| 32A | 한 밤의 운전사             | "Night Drivers"                       | 2021.05.24                  | 2021.03.06  | |
| 32B | 다시 워트우드로            | "Return to Wartwood"                  | 2021.05.24                  | 2021.03.06  | |
| 33A | 가출 소년 아이비           | "Ivy on the Run"                      | 2021.06.07                  | 2021.03.13  | |
| 33B | 비가 그친 후에             | "After the Rain"                      | 2021.06.07                  | 2021.03.13  | |
| 34  | 첫 번째 사원               | "The First Temple"                    | 2021.06.14                  | 2021.03.20  | |
| 35A | 새로워진 워트우드          | "New Wartwood"                        | 2021.06.21                  | 2021.03.27  | |
| 35B | 개구봇은 내 친구?          | "Friend or Frobo?"                    | 2021.06.21                  | 2021.03.27  | |
| 36A | 사장님이 간다              | "Toad to Redemption"                  | 2021.06.28                  | 2021.04.03  | |
| 36B | 메디와 마시                | "Maddie & Marcy"                      | 2021.06.28                  | 2021.04.03  | |
| 37A | 두 번째 사원               | "The Second Temple"                   | 2021.07.05                  | 2021.04.10  | |
| 37B | 배럴의 전투용 망치         | "Barrel's Warhammer"                  | 2021.07.05                  | 2021.04.10  | |
| 38A | 베시와 마이크로엔젤        | "Bessie & MicroAngelo"                | 2021.07.12                  | 2021.04.17  | |
| 38B | 세 번째 사원               | "The Third Temple"                    | 2021.07.12                  | 2021.04.17  | |
| 39A | 저녁 식사                  | "The Dinner"                          | 2021.07.19                  | 2021.04.24  | |
| 39B | 밴드 경연대회              | "Battle of the Bands"                 | 2021.07.19                  | 2021.04.24  | |
| 40  | 드러나는 진실              | "True Colors"                         | 2021.07.26                  | 2021.05.22  | |
| 41  | 인간세계                   | "The New Normal"                      | 2023.06.21                  | 2021.10.02  | |
| 42A | 쇼핑몰 훈련 소동           | "Hop 'Till You Drop"                  | 2023.06.21                  | 2021.10.09  | |
| 42B | 전환점                     | "Turning Point"                       | 2023.06.21                  | 2021.10.09  | |
| 43A | 가족이 되고 싶어요         | "Thai Feud"                           | 2023.06.21                  | 2021.10.16  | |
| 43B | 도미노 돌보기              | "Adventures in Catsitting"            | 2023.06.21                  | 2021.10.16  | |
| 44A | 박물관 대소동              | "Fight at the Museum"                 | 2023.06.21                  | 2021.10.23  | |
| 44B | 사원 축제                  | "Temple Frogs"                        | 2023.06.21                  | 2021.10.23  | |
| 45A | 돌아온 개구봇              | "Fixing Frobo"                        | 2023.06.21                  | 2021.10.30  | |
| 45B | 앤의 비밀                  | "Anne-sterminator"                    | 2023.06.21                  | 2021.10.30  | |
| 46A | 미스터 엑스                | "Mr. X"                               | 2023.06.21                  | 2021.11.06  | |
| 46B | 스프리그의 생일            | "Sprig's Birthday"                    | 2023.06.21                  | 2021.11.06  | |
| 47A | 개구리맨                   | "Spider-Sprig"                        | 2023.06.21                  | 2021.11.13  | |
| 47B | 올리비아 왕비와 유난 장군  | "Olivia & Yunan"                      | 2023.06.21                  | 2021.11.13  | |
| 48A | 할리우드 간 합팝           | "Hollywood Hop Hop"                   | 2023.06.21                  | 2021.11.20  | |
| 48B | 새로운 희망                | "If You Give a Frog a Cookie"         | 2023.06.21                  | 2021.11.20  | |
| 49  | 특별한 크리스마스          | "Froggy Little Christmas"             | 2023.06.21                  | 2021.11.27  | |
| 50  | 다시 앰피비아로            | "Escape to Amphibia"                  | 2023.06.21                  | 2022.03.19  | |
| 51A | 대장이 된 앤               | "Commander Anne"                      | 2023.06.21                  | 2022.03.26  | |
| 51B | 스프리그와 아이비          | "Sprivy"                              | 2023.06.21                  | 2022.03.26  | |
| 52A | 샤샤와 개구리 군단         | "Sasha's Angels"                      | 2023.06.21                  | 2022.04.02  | |
| 52B | 동굴 도룡뇽들의 도시       | "Olm Town Road"                       | 2023.06.21                  | 2022.04.02  | |
| 53A | 동굴 도룡뇽들의 어머니     | "Mother of Olms"                      | 2023.06.21                  | 2022.04.09  | |
| 53B | 그라임의 제자              | "Grime's Pupil"                       | 2023.06.21                  | 2022.04.09  | |
| 54A | 포자의 부활                | "The Root of Evil"                    | 2023.06.21                  | 2022.04.16  | |
| 54B | 안드리아스 왕자            | "The Core & The King"                 | 2023.06.21                  | 2022.04.16  | |
| 55A | 위대한 전략가              | "Newts in Tights"                     | 2023.06.21                  | 2022.04.23  | |
| 55B | 천적이 아군으로            | "Fight or Flight"                     | 2023.06.21                  | 2022.04.23  | |
| 56A | 동맹군                     | "The Three Armies"                    | 2023.06.21                  | 2022.04.30  | |
| 56B | 전쟁의 서막                | "The Beginning of the End"            | 2023.06.21                  | 2022.04.30  | |
| 57  | 운명을 건 싸움             | "All In"                              | 2023.06.21                  | 2022.05.07  | |
| 58  | 무엇보다 힘든 일           | "The Hardest Thing"                   | 2023.06.21                  | 2022.05.14  | |

## 우리말 연출
- 엔딩 곡 : 앤의 테마 (Remix)
- 노래 : 조경이, 김채하, 이민규, 장미
- 원곡 : 브렌다 송, 저스틴 펠빙거, 빌 파머, 이만다 레이튼
- 작사 : T. J. 힐
- 작곡 : T. J. 힐
- 더빙 스튜디오: 플레이백
- 믹싱 스튜디오: 플레이백
- 연출: 이용준
- 번역: 안주현
- 음악 연출 : 강창진
- 개사 : 안주현
- 크리에이티브 수퍼바이저: 권기호
- 한국어 제작: Disney Character Voices International,Inc.
- 기획: 디즈니채널코리아(유) (시즌 1~2) → 월트디즈니컴퍼니코리아 유한책임회사 (시즌 3)

## 참고
- 프린세스 스타의 모험일기 제작출신의 캐시 즈워트,샤이엔 커티스,이선재,버트 윤,임유나가 앰피비아의 제작을 담당을 맡기로 하였다.
- 최근에 전세계 유행병인 코로나19가 발생되어 제작이 중단을 되었다.
- 그 동안 제작이 중단되었던 애니메이션 앰피비아가 7월부터 미국에서 앰피비아 시즌2가 방영이 될 예정이다.
- 앰피비아 시즌2 방영이 2021년 3월부터 미국에서 방영이 시작이 되었다.
- 앰피비아 시즌2 방영이 2021년 3월 22일부터 대한민국에서 시즌2가 방영 예정이다.
- 2021년 5월 1일에 방영예정이였던 시즌2 마지막회가 모종의 사정으로 연기되었다가, 5월 22일에 공식적으로 시즌2 마지막회가 방영을 하였다. 7월 26일에 시즌2 마지막회 국내판 공식적으로 방영을 하였다. (국내판 방영시 7세미만으로 결정을 내렸졌지만, 검열절차도 없이 방영되었다.)
- 2021년 5월 22일 미국 현지시간 유튜브채널의 DisneyTVANEWS에 앰피비아 시즌3 인트로를 최초로 공개하였다.
- 2021년 10월 2일 미국 현지시간 미국의 디즈니채널에 앰피비아 시즌3 방영이 되었다. (한국에서 디즈니채널 송출중단으로 인해 국내판 11월 12일부터는 시즌3은 디즈니 플러스로 업로드 예정이지만, 2023년 6월 16일 심의를 받았고, 6월 21일에 시즌3를 공개가 되었다.)

## 참조
1. ↑  원제 《앰피비아》(Amphibia)